# Kočkodan Brazzův
Kočkodan Brazzův (Cercopithecus neglectus) je starosvětská opice pojmenovaná na počest francouzského průzkumníka Pierre Savorgnan de Brazza. Obývá mokřiny, bambusové a horské lesy ve střední Africe, konkrétně na území Angoly, Kamerunu, Středoafrická republiky, Konga, Demokratické republiky Kongo, Rovníkové Guineje, Etiopie, Gabonu, Keni, Súdánu a Ugandy.

## Popis
Váží kolem 7 až 8 kg, má 50–59 cm dlouhé tělo, zelenozlatou srst s rudohnědým trupem, černými údy a ocasem a bílým zadkem. Samci mají modrý šourek. Mezi další znaky patří viditelný úzký bílý pásek, modrobílá bradová brázda, modrobílý horní pysk, bílý čenich, lícní torby a oranžový půlkruh nad bílými víčky. Ocas je 50 až 59 cm dlouhý.

## Chování

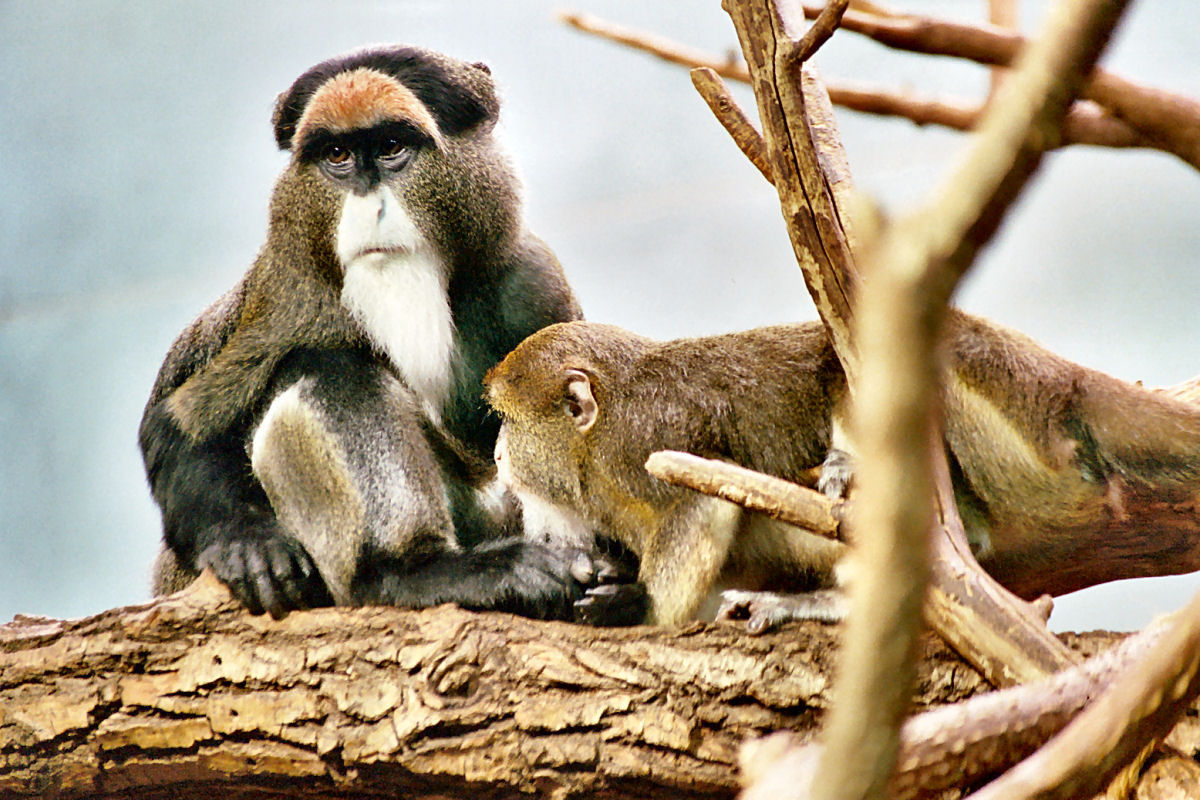

Díky jeho skvělému maskování a skrytému způsobu života ho můžeme v přírodě spatřit jen velmi zřídka. Je to denní živočich, který tráví většinu času na stromech, často, zvláště za potravou, však sestupuje na zem. Žije samostatně, v párech nebo v menších skupinkách tvořených obvykle méně jak čtyřmi kusy. Hájí si teritorium o rozloze 6-13 ha, které si značí slinami a pachovými výměšky. Za potravou se vydávají především ráno a večer, kdy vyhledávají především semena a plody, ale spokojí se i s listy a květy, ba dokonce i s houbami, brouky, termity nebo s červy. Jsou skvělými plavci, ale špatnými běžci. Pokud tudíž spatří nebezpečí na větší vzdálenost, spoléhají na své zamaskování a zůstávají stát bez pohybu. Dorozumívá se nejrůznější škálou posunků, např. ceněním zubů nebo trhání hlavou, ale také pomocí hlubokých a dunivých zvuků.
V přírodě se kočkodan Brazzův páří většinou v období mezi únorem a březnem. Samice rodí po 5 až 6 měsíční březosti jedno, vzácně dvě mláďata, která jsou po narození již osrstěná a vidí. Po dobu dvou měsíců, kdy začínají přijímat pevnou stravu, jsou však na matce plně závislé a první týdny života se drží srsti na matčině břiše, kde mají mateřské mléko kdykoliv k dispozici. Mládě je odstaveno zhruba ve věku jednoho roku.
V zajetí se může kočkodan Brazzův dožít i 30 let, v přírodě podstatně méně.

## Ohrožení
V současné době nehrozí tomuto druhu hrozba ohrožení, ačkoli je na mnoha místech hojně loven zvláště pro maso a odchytáván do umělých odchovů. Velkou hrozbu pro něj, stejně jako pro ostatní obyvatele tropického deštného lesa, představuje masivní ztráta přirozeného biomu, který nahrazují lidská obydlí, pole a nebo rozsáhlé plantáže. V Červeném seznamu IUCN je zařazen do kategorie málo dotčených druhů, v CITES jej nalezneme v příloze II. I přes jeho poměrně vysokou početnost byl v mnoha lokalitách s jeho výskytem lov přísně zakázán a porušení tohoto zákona se zde trestá. Názorným příkladem je Etiopie, kde se tak děje od roku 1975.

## Kočkodan Brazzův v zoologických zahradách

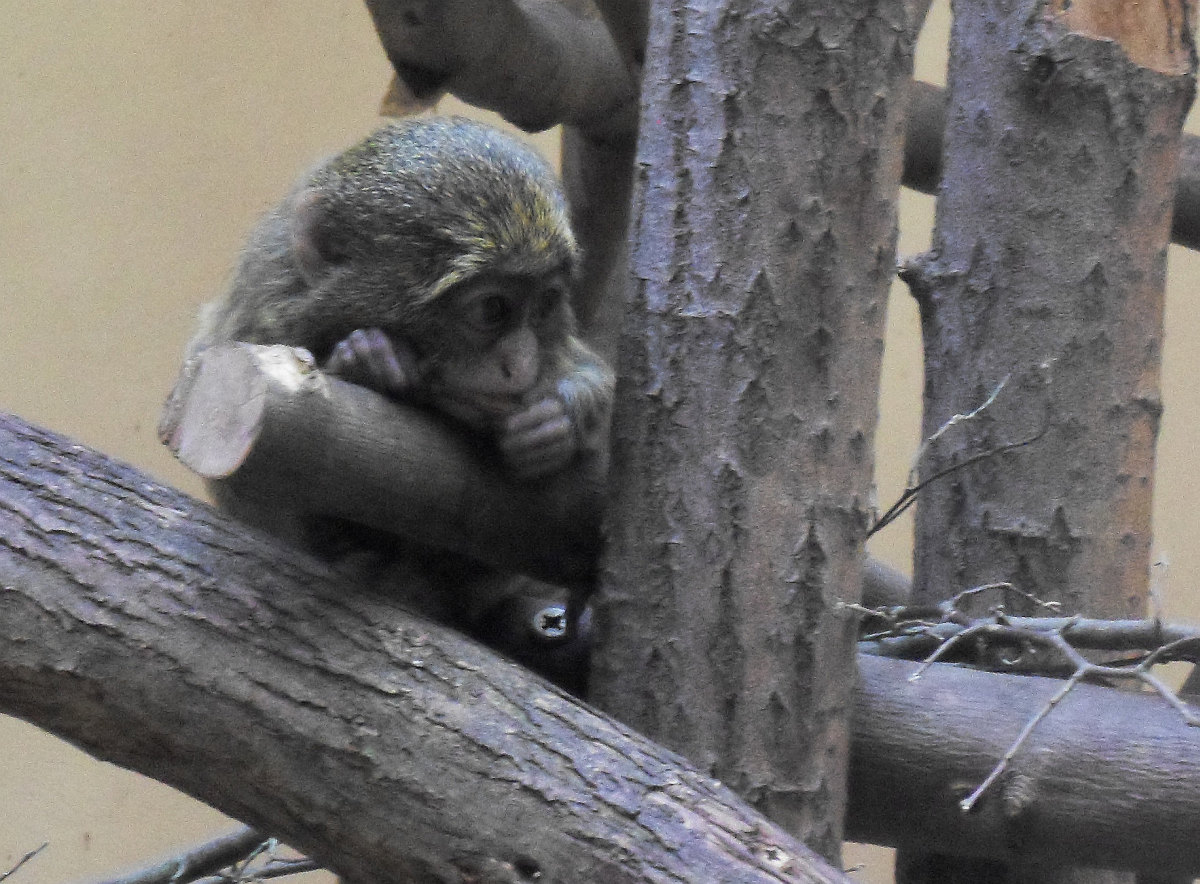
Mládě kočkodana v ZOO Plzeň

V současné době v České republice chovají kočkodany Brazzovy následující zoologické zahrady:
- ZOO Plzeň
- ZOO Ústí nad Labem
- Zoo Praha
- V minulosti jej chovala i ZOO Dvůr Králové

Na Slovensku je chován v Zoo Bratislava a Zoo Spišská Nová Ves.